# Chimie clinică

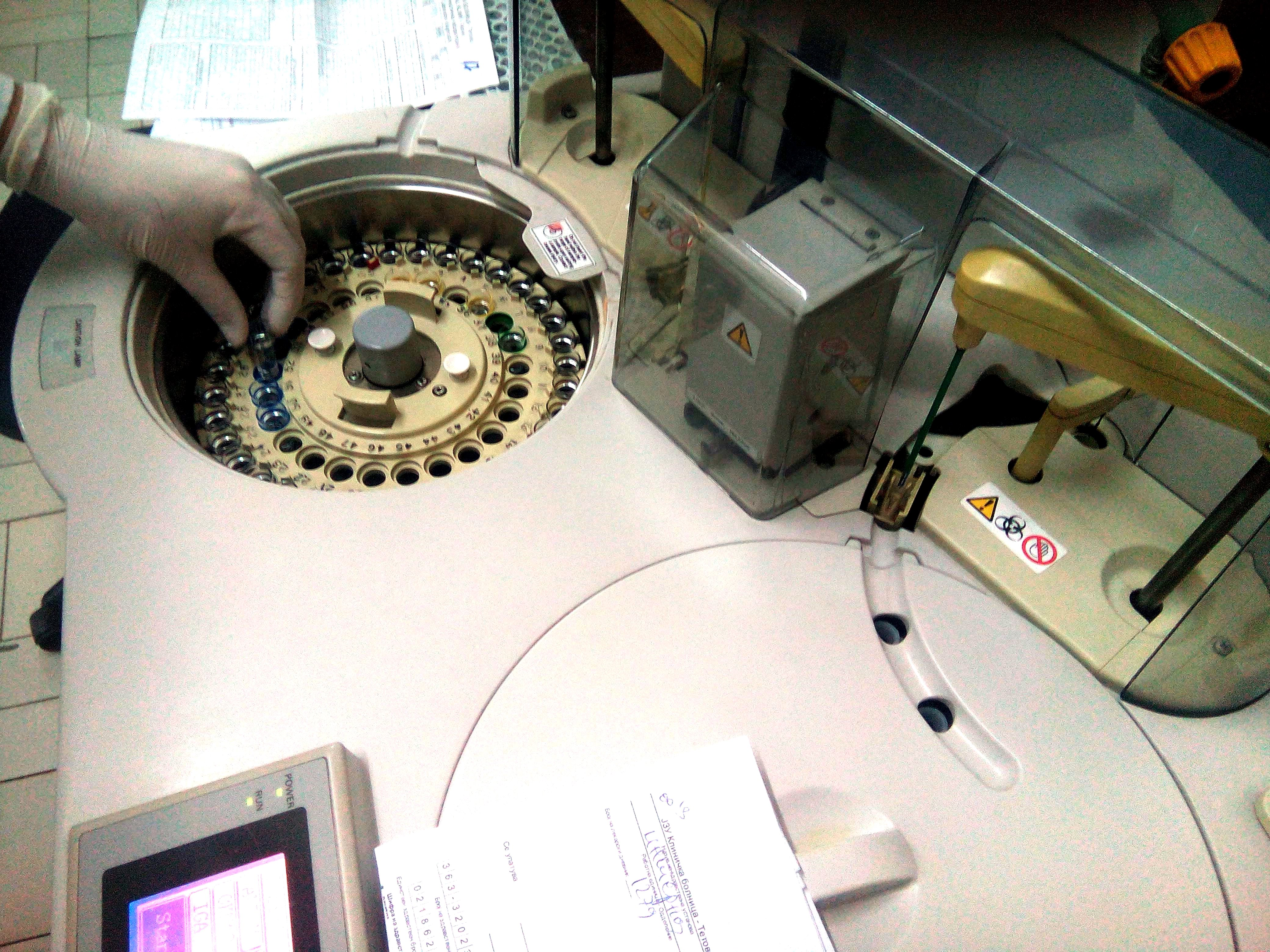
Un analizator automat utilizat în chimia clinică

Chimia clinică (denumită și biochimie clinică sau biochimie medicală) este o ramură a chimiei care se ocupă cu analiza fluidelor biologice cu scop diagnostic și terapeutic, fiind o formă de biochimie aplicată.

## Istoric
Disciplina a fost introdusă la sfârșitul secolului al XIX-lea și viza utilizarea reacțiilor chimice pentru a testa prezența unor componente din sânge și urină (biochimie clinică). În decadele următoare, noi metode analitice au fost aplicate, odată cu dezvoltarea științei, inclusiv tehnici de măsurare a activității enzimatice, tehnici spectrofotometrice, electroforetice și imunologice. În prezent sunt disponibile multe teste clinice pentru sânge și urină cu o mare capacitate de diagnostic.

## Teste comune
Printre cele mai comune teste utilizate în biochimia clinică se numără:
Electroliți
- Sodiu (Na+)
- Potasiu (K+)
- Clorură (Cl-)
- Bicarbonat (HCO−
3)

Teste renale
- Creatinină
- Uree

Teste hepatice
- Proteine totale (serice)
  - Albumină serică
  - Globuline
  - Raportul A/G (albumine-globuline)
  - Electroforeza proteinelor serice
  - Proteinurie
- Bilirubină; directă; indirectă; totală
- Aspartat-transaminază (AST / ASAT / GOT)
- Alanin-transaminază (ALT / ALAT / GPT)
- Gama-glutamil-transpeptidază (GGT)
- Fosfatază alcalină (ALP)

Markeri cardiaci (de necroză)
- Troponină
- Mioglobină
- CK-MB (creatinkinază)
- Peptidul natriuretic de tip B (BNP)

Minerale
- Calciu
- Magneziu
- Fosfat
- Potasiu

Deficite în sânge
- Fier
- Transferină
- TIBC
- Vitamina B12
- Vitamina D
- Acid folic

Altele
- Glucoză (glicemie, glicozurie)
- Proteina C-reactivă
- Hemoglobină glicozilată (HbA1c)
- Acid uric
- Gaze sanguine ([H+], PCO2, PO2)
- Hormonul adrenocorticotrop (ACTH)
- Toxicologie (medicamente, droguri, toxine)
- Markeri tumorali